# موزه شهدا
موزهٔ شهدا، یکی از موزه‌های استان تهران است که در شهر تهران قراردارد. در این موزه وسایل و آثار شخصی به‌جای‌مانده از کشته‌شدگان وقایع انقلاب ۱۳۵۷، جنگ ایران و عراق و سایرکشته‌شدگان ایرانی که بر اساس شرایطی در نظام جمهوری اسلامی ایران، شهید نامیده می‌شوند، به نمایش گذاشته شده‌است. این موزه وابسته به بنیاد شهید و امور ایثارگران بوده و بازدید از آن رایگان است. ساختمان اصلی موزه در سال ۱۳۷۵ بنا شد.

## اشیای نگهداری‌شده
در موزه شهدا، آثار کشته‌شدگان جنگ مانند عکس، وصیت‌نامه، دفترچه خاطرات، مدارک تحصیلی، سجاده، قرآن، تسبیح، قلم‌کاری، عینک مطالعه، نوار سخنرانی، مقالات، کتاب‌ها و آثار هنری ۷۰۰ تن از کشته‌شدگان در آن موجود است. در این موزه آثار و اشیای بازمانده از کشته‌شدگان معروف ایرانی همچون سید مرتضی آوینی و حسین فهمیده وجود دارد.

## نشانی و شعبه‌ها
ساختمان مرکزی این موزه در تهران، خیابان طالقانی، جنب خیابان فرصت قرار دارد. شعبه‌های دیگر موزه شهدا در بهشت زهرا، امامزاده‌ علی اکبر چیذر، ورامین، کرج و در سایر استان‌های ایران مانند کرمانشاه، زنجان، قزوین، چهارمحال و بختیاری، اصفهان، سیستان و بلوچستان، بیرجند، تنکابن، تبریز و مسجد جمکران قم تأسیس شده‌است.